# Rila (obchtina)
Rila (bulgare : Рила) est une obchtina de l'oblast de Kyoustendil en Bulgarie.